# Ophiuche lipara
Ophiuche lipara là một loài bướm đêm trong họ Erebidae.